# Cargo (álbum)
Cargo é o segundo álbum de estúdio do grupo Men at Work, lançado em 1983.
| Críticas profissionais                                                      | Críticas profissionais |
| Avaliações da crítica                                                       | Avaliações da crítica  |
| Fonte                                                                       | Avaliação              |
| --------------------------------------------------------------------------- | ---------------------- |
| allmusic                                                                    | [ 1 ]                  |
| Rolling Stone                                                               | [ 2 ]                  |
| Esta tabela precisa de ser acompanhada por texto em prosa. Consulte o guia. |                        |

## Faixas
Todas as faixas escritas e compostas por Colin Hay exceto onde marcado. 
| N.º | Título                                                                       | Compositor(es) | Duração |  |
| 1.  | "Dr. Heckyll and Mr. Jive"                                                   |                | 4:38    |  |
| 2.  | "Overkill"                                                                   |                | 3:46    |  |
| 3.  | "Settle Down My Boy"                                                         | Ron Strykert   | 3:30    |  |
| 4.  | "Upstairs in My House"                                                       | Hay, Strykert  | 4:02    |  |
| 5.  | "No Sign of Yesterday" (estendida para 6:37 na versão remasterizada de 2003) |                | 6:14    |  |
| 6.  | "It's a Mistake"                                                             |                | 4:34    |  |
| 7.  | "High Wire"                                                                  |                | 3:02    |  |
| 8.  | "Blue for You"                                                               |                | 3:54    |  |
| 9.  | "I Like To"                                                                  | Strykert       | 4:03    |  |
| 10. | "No Restrictions"                                                            |                | 4:30    |  |

| 2003 Remaster Bonus Tracks |                                                                              |                                                        |         |  |
| N.º                        | Título                                                                       | Compositor(es)                                         | Duração |  |
| 11.                        | "Shintaro" (B-side do single "It's a Mistake")                               | Strykert                                               | 2:52    |  |
| 12.                        | "'Till the Money Runs Out" (B-side do single "Overkill")                     | Hay, Strykert, Greg Ham, Jerry Speiser, Johnathan Rees | 3:06    |  |
| 13.                        | "Upstairs in My House" (ao vivo; B-side de "Dr. Heckyl & Mr. Jive" 12")      | Hay, Strykert                                          | 3:13    |  |
| 14.                        | "Fallin' Down" (ao vivo; B-side da versão australiana do single "High Wire") | Speiser, Rees                                          | 7:55    |  |
| 15.                        | "The Longest Night" (ao vivo, nunca lançado anteriormente)                   | Ham                                                    | 4:04    |  |

As faixas ao vivo da versão remasterizada de 2003 são de um concerto gravado em 28 de julho de 1983 no Merriweather Post Pavilion, Columbia, Maryland (13, 14) e de um concerto de 1983 em São Francisco, Califórnia (15).

## Desempenho nas paradas musicais
| parada musical (1983)        | Melhor posição |
| ---------------------------- | -------------- |
| Nova Zelândia RIANZ          | 2              |
| Noruega VG-lista             | 4              |
| Suécia Sverigetopplistan     | 8              |
| Países Baixos MegaCharts     | 11             |
| Estados Unidos Billboard 200 | 3              |